# Mine légère 49
La Mine légère 49, en abréviation militaire mi L 49, est une mine terrestre antichar fonctionnant par pression en service dans l'armée suisse depuis son introduction en 1949 jusqu'en 1960, où elle fut remplacée peu à peu par la mine antichar 60.

## Description
Il s'agit d'une mine antichar métallique, ce qui n'est pas un atout dans le cas de détection par détecteur de métal. Elle est capable de détruire les chenilles d'un char d'assaut jusqu'à une largeur de 70 cm. Elle fonctionne par pression, avec la calotte de pression DkT 49 (300 kg nécessaires) ou avec la fusée DkZ 49 (175 kg). Elle peut être posée à même le sol pour établir un barrage de mines rapide, elle dispose d'une poignée pour faciliter son transport. Elle peut aussi être recouverte ou enterrée. Son poids total est de 7,2 kg, dont 4 kg de l'explosif trotyl.